# ديميتري ن. سميرنوف
ديميتري ن. سميرنوف (بالروسية: Смирнов, Дмитрий Николаевич)‏ هو لاعب كرة قدم روسي في مركز الدفاع، ولد في 9 نوفمبر 1980 في موسكو في روسيا. لعب مع إف سي موسكو وتوربيدو موسكو وتوم تومسك ولوخ إينيرجيا فلاديفوستوك.